# 現代玩具博物館
現代玩具博物館・オルゴール夢館（げんだいがんぐはくぶつかん・オルゴールゆめかん、英 : Japan Museum of Contemporary Toy & Hall of Music Box）は岡山県美作市に所在する博物館。

## 概要
1995年9月に岡山県美作市後山（旧英田郡東粟倉村後山）に開館。美作市合併5周年を機に2010年3月、同市湯郷へ移転開館。ヨーロッパの木製玩具やアンティークオルゴールなどを収蔵。開館以来、体験型博物館を実践しており、おもちゃの紹介やオルゴールコンサート、工作教室などを毎日開催している。

## 施設
- おもちゃの展示室（約5000点の収蔵品の内、500点を展示）
- オルゴールの展示室（アンティークオルゴールやストリートオルガン、オートマタなど約30点を展示）
- プレイルーム
- 工作室

## 沿革
- 1995年　開館
- 1996年　C-TOY1996「創作玩具公募展」開催/クルト・ネフ来館
- 1997年　C-TOY1997「創作玩具公募展」開催/クルト・ネフ来館
- 1998年　C-TOY1998「創作玩具公募展」開催/クルト・ネフ来館
- 1999年　ドイツ・エルツゲビルゲのおもちゃ展開催
- 2000年　スイス・ネフの世界展開催、おもちゃとえほんのどうぶつ展開催
- 2001年　現代からくり作家の世界展開催、あそびのデザイン展開催、seiffen展開催
- 2002年　WHIRLIGIGS春日明夫コレクション展開催、ケーセン展開催、小黒三郎創作20周年記念展開催
- 2003年　みんなで遊ぶゲーム展開催
- 2004年　ペーパーからくり展開催、つみきの世界展開催
- 2005年　spiel gut展開催、西田明夫の手しごと展開催、からくりおもちゃ塾開講
- 2006年　POP-UP絵本展開催、ゲームフェスティバル開催
- 2007年　naef展開催、北欧のおもちゃ展開催
- 2008年　おもちゃデザイナーのしごと展開催
- 2009年　C-TOY2009「創作玩具公募展」開催/ハイコ・ヒリック来館
- 2010年　開館15周年、美作市湯郷温泉へ移転開館

## 利用情報
- 開館時間 - 9時30分から17時（最終入館は16時30分まで）
- 休館日 - 毎週水曜日（ただし祝日は開館し、翌営業日を休館日とする。春・夏・冬休みは、開館する。）、年末年始（12月30日から翌1月3日）。臨時休館あり。
- 入館料 - 大人（中学生以上64歳以下）800円、大人（65歳以上）640円、子ども400円（各種割引あり）
- 所在地 - 〒707-0062 岡山県美作市湯郷319番地2

## 交通アクセス
- JR西日本姫新線林野駅下車、宇野バスにて約10分。